# Rolando (San Diego)
Rolando es un barrio de la región de Mid-City de la ciudad de San Diego, California. Rolando está principalmente compuesta con casas residenciales a excepción del El Cajon Boulevard, que tiene el centro comercial Campus Plaza shopping center. Rolando está dividido por la Avenida University en dos secciones: al norte por Rolando Village, y al sur por Rolando Park.

## Geografía
Los límites de Rolando Village están definidos al oeste por la Avenida College, al norte por El Cajon Boulevard, y al sur por la Avenida University. Los límites occidentales de La Mesa son asimétricos, y está definido por varias calles residenciales entre ellas las Calles 67 y 73. 
Los límites de Rolando Park están definidos al oeste por la Avenida College, al norte por la Avenida University, al sur por la autovía 94, y al este de la ciudad de La Mesa.

## Educación
Rolando tiene dos escuelas elementales, ambas forman parte del Distrito Escolar Unificado de San Diego:
- Henry Clay Elementary School
- Rolando Park Elementary School